# Posantias
Posantias is een geslacht van wantsen uit de familie van de Miridae (Blindwantsen). Het geslacht werd voor het eerst wetenschappelijk beschreven door Carvalho in 1989.

## Soorten
Het genus bevat de volgende soorten:

- Posantias dilatatus (Stal, 1860)
- Posantias lucidus (Berg, 1892)
- Posantias paulistanus (Carvalho, 1985)
- Posantias tijucanus (Carvalho, 1985)